# Nan Dungortheb
Nan Dungortheb (Sindarijns voor 'Vallei van de Afschuwelijke Dood') is een fictieve plaats in Beleriand, die voorkomt in De Silmarillion van J.R.R. Tolkien
Nan Dungortheb is een wildernis die zich ten zuiden van Dorthonion en de Ered Gorgoroth, ten oosten van Dimbar en de Mindeb, ten noorden van Doriath en ten westen van Dor Dínen en de Esgalduin uitstrekt.
Het dankt zijn naam aan Ungoliant, die er na haar ontsnapping aan Morgoth en zijn Balrog-slaven, die haar in Lammoth bijna hadden gedood, verbleef. Nan Dungortheb is vooral berucht omwille van de nabijgelegen Ered Gorgoroth, waar de nazaten van Ungoliant nog altijd in de schaduwen verblijven en hun webben weven in de nabijheid van de Gordel van Melian.
Net als de rest van Beleriand werd Nan Dungortheb door de zee verzwolgen ten gevolge van de Oorlog van Gramschap.